# En kærlighedshistorie
Pour plus de détails, voir Fiche technique et Distribution.
En kærlighedshistorie (littéralement « une histoire d'amour ») est un film dramatique danois réalisé par Ole Christian Madsen et écrit par Madsen et Mogens Rukov (en), sorti en 2001.
Tourné en suivant les principes minimalistes du mouvement Dogme 95, le film en porte le numéro 21. En application des préceptes de la charte du mouvement, le réalisateur n'est pas crédité.
En kærlighedshistorie a remporté les prix Bodil et Robert du meilleur film danois de 2001. Stine Stengade a reçu les prix Bodil et Robert de la meilleure actrice.
Le film est une étude de caractère d'une jeune mère, incarnée par Stine Stengade qui, après avoir été enfermée deux ans en hôpital psychiatrique, lutte afin de tenir intacts son mariage, sa famille et sa vie.

## Synopsis
Après deux ans passés en hôpital psychiatrique, Kira retourne vivre avec son mari, Mads.

## Fiche technique
- Titre : En kærlighedshistorie
- Titre anglais : Kira's Reason: A Love Story
- Réalisation : Ole Christian Madsen
- Scénario : Ole Christian Madsen et Mogens Rukov
- Musique : César Berti et Øyvind Ougaard
- Photographie : Jørgen Johansson
- Montage : Søren B. Ebbe
- Production : Bo Ehrhardt et Morten Kaufmann
- Société de production : Nimbus Film Productions, Zentropa Entertainments et Danmarks Radio
- Pays de production :  Danemark
- Genre : Drame
- Durée : 93 minutes
- Date de sortie : 
  - Danemark : 26 octobre 2001

## Distribution
- Stine Stengade : Kira
- Lars Mikkelsen : Mads
- Sven Wollter : Kira's Father
- Peaches Latrice Petersen : Kay
- Camilla Bendix : Charlotte
- Lotte Bergstrøm : Michelle
- Thomas W. Gabrielsson : Gustav
- Ronnie Lorenzen : Mikkel (as Ronnie Hiort Lorenzen)
- Oliver Appelt Nielsen : Julius
- Klaus Pagh : Mads' Boss
- Claus Strandberg : 1st Supplier
- Henrik Birch : 2nd Supplier
- Michael Hasselflug : 3rd Supplier
- Helle Merete Sørensen : Wife of 1st Supplier
- Nicolas Bro : John
- Jesper Hyldegaard : Erik
- Michael Zuckow Mardorf : Waiter at Supplier's Party
- Søren Poppel : Worker
- Øyvind Ougaard : Orchestra
- César Berti : Orchestra
- Mads Vinding : Orchestra
- Klaus Menzer : Orchestra
- Gerard Bidstrup : Guy Reading Newspaper (uncredited)
- Bent Kaiser : Receptionist, Vestersøhus (uncredited)